# Microserica varians
Microserica varians är en skalbaggsart som beskrevs av Moser 1915. Microserica varians ingår i släktet Microserica och familjen Melolonthidae. Inga underarter finns listade i Catalogue of Life.